# Weijia Dao
Weijia Dao (kinesiska: 围夹岛) är en ö i Kina. Den ligger i provinsen Guangdong, i den södra delen av landet, omkring 180 kilometer söder om provinshuvudstaden Guangzhou. Arean är 2,1 kvadratkilometer. Den sträcker sig 1,8 kilometer i nord-sydlig riktning, och 2,6 kilometer i öst-västlig riktning.
Genomsnittlig årsnederbörd är 2 628 millimeter. Den regnigaste månaden är juni, med i genomsnitt 391 mm nederbörd, och den torraste är januari, med 29 mm nederbörd.